# Lomonóssov (cràter marcià)
Lomonóssov és un colossal cràter d'impacte del planeta Mart situat al nord del cràter Kunowsky i al sud-est d'Inuvik, a 64.9° nord i 9.2° oest. L'impacte va causar una depressió de 153 quilòmetres de diàmetre. El nom va ser aprovat en 1988 per la Unió Astronòmica Internacional, en honor de l'escriptor i geògraf rus Mikhaïl Lomonóssov (1711-1765).